# Uchwały Rady Języka Polskiego
Uchwały Rady Języka Polskiego – opinie o używaniu języka polskiego oraz zasady ortografii i interpunkcji publikowane przez Radę Języka Polskiego na podstawie ustawy o języku polskim.
W latach 1997–2008 Rada Języka Polskiego opublikowała 19 uchwał ortograficznych. Stracą one swoją moc obowiązującą 1 stycznia 2026 roku wraz z wejściem w życie zmian zasad pisowni polskiej.

## Podstawy prawne
Kompetencje Rady Języka Polskiego do wydawania uchwał określa art. 13 ustawy o języku polskim. Stwierdza on, że Rada Języka Polskiego na wniosek uprawnionego podmiotu lub z własnej inicjatywy wyraża w drodze uchwały opinie o używaniu języka polskiego (w zakresie określonym ustawą) oraz ustala zasady ortografii i interpunkcji języka polskiego.
Nie ma jednak zgody w kwestii tego, czy uchwały mają jakąkolwiek moc wiążącą. Według Jerzego Podrackiego (członka RJP) „uchwały Rady Języka Polskiego są wiążące dla wszystkich piszących” w zakresie przepisów ortograficznych i interpunkcyjnych. Odmienne zdania mają m.in. Maciej Zieliński – wskazujący, że „Rada Języka Polskiego jest tylko instytucją opiniodawczo-doradczą, co oznacza, iż na wniosek zainteresowanych instytucji powinna ona wyrażać opinie i udzielać porad co do używania języka polskiego, lecz nikt nie ma obowiązku przestrzegania jej zaleceń” – i Paweł Czarnecki, który stwierdził, że „nie sposób jednak stwierdzić, że uchwały mają wiążącą moc w stosunku do adresatów”.

## Uchwały
Zgodnie z regulaminem Rady do podjęcia uchwały wymagana jest zwykła większość osób przy obecności co najmniej połowy ogólnej liczby członków Rady. Projekty uchwał przygotowuje Zespół (wcześniej Komisja) Ortograficzno-Onomastyczny.
Sposób podawania do wiadomości uchwał Rady nie jest formalnie ustalony. Były one początkowo drukowane w trudno dostępnym biuletynie „Komunikaty Rady Języka Polskiego przy Prezydium Polskiej Akademii Nauk”. Taki sposób publikacji był jednak krytykowany. Prawie wszystkie numery tego wydawnictwa oraz aktualne teksty uchwał są obecnie dostępne na stronach Rady Języka Polskiego.
W wydanej w 2017 roku książce Poradnik profesora Markowskiego autorstwa wieloletniego przewodniczącego RJP zabrakło uchwał ortograficznych z 2008 roku. Spowodowane było to przedrukiem publikacji autora z 2007 roku bez jej aktualizacji.
Według Krzysztofa Siewicza z Fundacji Nowoczesna Polska uchwały RJP są materiałami urzędowymi i nie obejmuje ich prawo autorskie, znajdują się więc w domenie publicznej.
| Nr | Przedmiot uchwały                                                         | Data                   | Decyzja | Źródła               | Uwagi |
| -- | ------------------------------------------------------------------------- | ---------------------- | --- | -------------------- | ----- |
| 1  | Pisownia „nie” z imiesłowami przymiotnikowymi                             | 9 grudnia 1997(dts)    | „Nie” z imiesłowami przymiotnikowymi odmiennymi należy pisać łącznie, dopuszczalna jest świadoma pisownia rozdzielna | [ 12 ] [ 13 ]        | [ b ] |
| 2  | Nazwy witryn i portali internetowych                                      | 5 grudnia 2000(dts)    | Słowa odmienne w nazwach witryn i portali internetowych należy pisać wielką literą, z wyjątkiem spójników i przyimków | [ 17 ] [ 18 ] [ 19 ] | [ c ] |
| 3  | Litery „ü”, „ö” i „ä”                                                     | 20 listopada 2001(dts) | Litery można pozostawić bez zmian albo zapisywać jako „ue”, „oe” i „ae”, przy czym preferowana jest pisownia oryginalna | [ 21 ]               | [ d ] |
| 4  | Litera „ß”                                                                | 20 listopada 2001(dts) | Literę zapisuje się jako „ss”, w uzasadnionych przypadkach można pozostawić pisownię oryginalną | [ 24 ] [ 23 ]        |       |
| 5  | Wieloczłonowe nazwy zabytków materialnych                                 | 21 maja 2002(dts)      | Wszystkie człony wieloczłonowych nazw zabytków materialnych (nie pisemnych) należy pisać dużymi literami, z wyjątkiem spójników i łączników; uchwała anulowana | [ 25 ] [ 26 ]        | [ e ] |
| 6  | Podtytuły czasopism i tytuły jednorazowych dodatków do czasopism          | 21 maja 2002(dts)      | W podtytułach czasopism oraz tytułach jednorazowych dodatków do czasopism należy zapisywać dużą literą pierwszy człon, a pozostałe człony – małą literą (w taki sam sposób jak tytuły książek); w tytułach stałych dodatków należy zapisywać dużą literą wszystkie człony, z wyjątkiem spójników i przyimków | [ 26 ] [ 28 ] [ 29 ] | [ f ] |
| 7  | Nazwa listu elektronicznego                                               | 21 maja 2002(dts)      | Poprawną nazwą listu elektronicznego jest „e-mail”, potocznie „mejl”. | [ 26 ] [ 30 ]        |       |
| 8  | Człony podrzędne w połączeniach typu „Dumas ojciec”                       | 21 maja 2002(dts)      | Człony podrzędne należy zapisywać małą literą, z wyjątkiem połączeń tradycyjnych, zwłaszcza dotyczących postaci starożytnych | [ 26 ] [ 31 ]        |       |
| 9  | Rzeczowniki z cząstką „afro-”                                             | 19 listopada 2002(dts) | Rzeczowniki będące połączeniami przedrostka „afro-” i nazwy mieszkańca kraju, kontynentu, regionu geograficznego, nazwy członka narodu, rasy i szczepu należy zapisywać dużą literą | [ 32 ] [ 33 ]        |       |
| 10 | Połączenie cząstki -lecie i cyfr rzymskich                                | 19 listopada 2002(dts) | Można zapisywać złożenia od rzeczownika z liczebnikiem poprzez połączenia cząstki „-lecie” i cyfr rzymskich, jeżeli liczebnik nie jest większy od 39 (gdy do zapisu nie trzeba używać cyfr rzymskich L, C, D lub M) | [ 33 ] [ 34 ]        |       |
| 11 | Łącznik w wieloczłonowych nazwach miejscowych                             | 7 maja 2004(dts)       | Z łącznikiem należy zapisywać nazwy miejscowości, jeśli są złożone z dwóch lub więcej członów, które wspólnie identyfikują jednostkę administracyjną lub geograficzną, a więc miejscowość lub jej część; należy pisać bez łącznika nazwy miejscowe, w których jeden z członów nazwy miejscowej (przymiotnik) pozostaje w związku zgody z głównym członem nazwy (rzeczownikiem); zobacz też: Nazwy miejscowości z łącznikiem | [ 35 ] [ 36 ]        |       |
| 12 | Pisownia inicjałów                                                        | 7 maja 2004(dts)       | Z dwuznaków „rz”, „sz”, „cz” i trójznaku „dzi” oznaczających jedną głoskę pozostawia się w inicjałach tylko pierwszą literę, zawsze zachowuje się dwuznak „ch” (zarówno w wyrazach rodzimych, jak i obcych, bez względu na reprezentowaną przez ten dwuznak głoskę); w inicjałach imion i nazwisk dwu- i wieloczłonowych pomija się łącznik                                                                                 | [ 37 ] [ 38 ]        |       |
| 13 | Skróty tytułu „Dziennik Ustaw”/„Dziennik Ustaw Rzeczypospolitej Polskiej” | 15 maja 2006(dts)      | Poprawnymi skrótami są DzU i Dz.U.; jeśli skrótu wymaga szczegółowy zapis miejsca umieszczenia aktu prawnego, zapis ten należy skrócić według wzoru: „DzU/Dz.U. (RP) nr 15, poz. 30, z późn. zm.” | [ 39 ]               |       |
| 14 | Nazwy mieszkańców typu „Zabużanin”, „Kresowianin”                         | 7 kwietnia 2008(dts)   | Pisownia dużą lub małą literą nazw mieszkańców typu „Zabużanin”, „Kresowianin” uzależniona jest od znaczenia wyrazów podstawowych: „kresowianin” to mieszkaniec kresów (pogranicza), „Kresowianin” – Kresów (Wschodnich); z tego samego powodu „Zabużanin” i nazwy mieszkańców (nierejestrowanych dotąd w słownikach) innych terenów geograficznych czy też jednostek administracyjnych zapisuje się dużą literą            | [ 40 ]               |       |
| 15 | Nazwy arabskie typu „Al-Kaida”, „Al-Dżazira”                              | 7 kwietnia 2008(dts)   | W tego typu nazwach arabskich rodzajnik zapisuje się dużą literą i z łącznikiem | [ 41 ]               |       |
| 16 | Potoczne jednowyrazowe nazwy ośrodków dydaktycznych                       | 7 kwietnia 2008(dts)   | Potoczne jednowyrazowe nazwy ośrodków dydaktycznych (przedszkoli, szkół i uczelni, bibliotek i in.) należy zapisywać od wielkiej litery (w cudzysłowie lub bez cudzysłowu) | [ 42 ]               |       |
| 17 | Wyrazy zakończone literą „x”                                              | 8 grudnia 2008(dts)    | W przypadkach zależnych dopuszczalny jest dwojaki sposób zapisu: z pozostawieniem litery „x” albo z zamianą tej litery na połączenie „ks” | [ 43 ]               |       |
| 18 | Tytuły czasopism i cykli wydawniczych                                     | 8 grudnia 2008(dts)    | W tytułach (odmiennych i nieodmiennych) czasopism i cykli wydawniczych oraz w nazwach wydawnictw seryjnych należy zapisywać dużą literą wszystkie wyrazy, z wyjątkiem przyimków i spójników | [ 44 ]               |       |
| 19 | Wyrazy „Kosmos” i „Wszechświat”                                           | 8 grudnia 2008(dts)    | W liczbie pojedynczej dopuszczalny jest zapis oboczny, zarówno małą, jak i dużą literą; w liczbie mnogiej dopuszczalny jest zapis tylko małą literą | [ 45 ]               |       |